# Češi v Gruzii

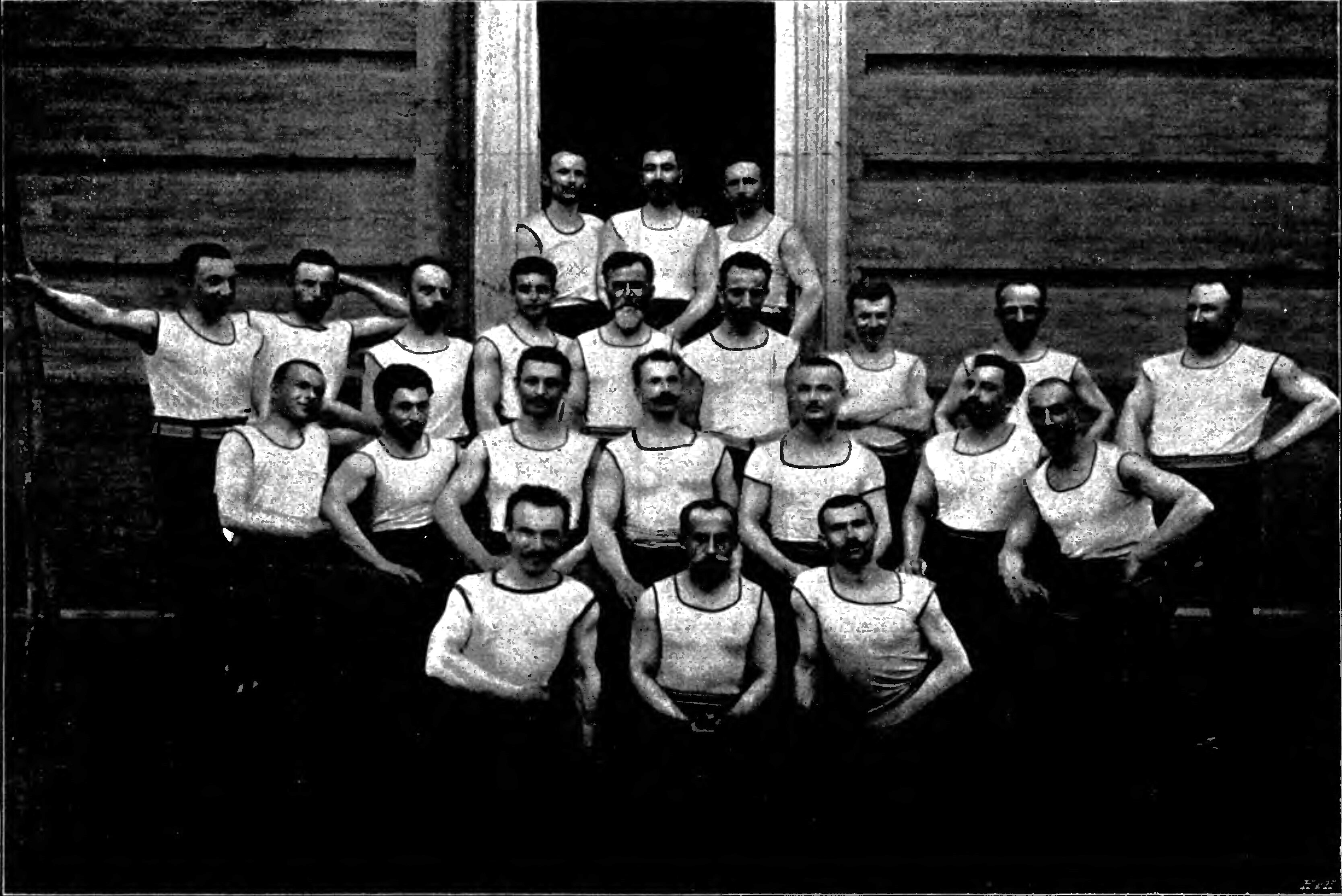
Cvičící členstvo jednoty Sokol v Tiflisu na Kavkaze s br. Lukešem (časopis Sokol, 1905)

Češi jsou ve 21. století v Gruzii nevelkou národnostní menšinou. Ve druhé polovině 19. století a začátkem 20. století, v době nadvády Ruského impéria, zde však žila početná česká komunita. Značná část z nich pak zemi opustila po vzniku Sovětského svazu, mírně začal počet Čechů narůstat po společenském uvolnění v obou zemích v 90. letech 20. století.

## Dějiny

### 19. století
Ve 2. polovině 19. století došlo k velké imigrační vlně Čechů do zemí Ruského impéria. Svou roli v tom sehrálo společenské uvolňování v Rakouském císařství počátkem 60. let 19. století, zrušení nevolnictví v Rusku roku 1861 či kulturní a jazyková blízkost obou regionů. Většina z nich se usazovala především v Tiflisu (později Tbilisi), případně pak v dalších větších městech. Někteří sem pak přišli po předchozím pobytu v jiných městech ruské říše.

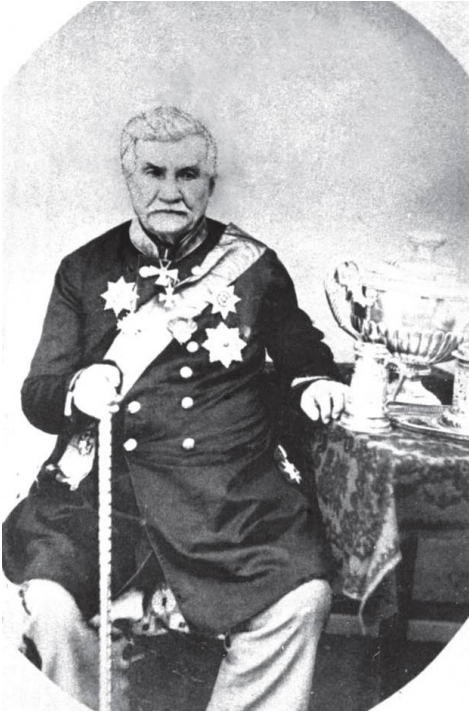
Jan (Ivan) Příbyl, vojenský lékař v Tiflisu (Tbilisi)

První výraznou v Gruzii působící osobností byl lékař Jan Přibyl (1782–1866). Rodák z Jičína do Tiflisu přicestoval roku 1808 jakožto vojenský lékař u ruského carského pluku a následně se zde pak od roku 1816 trvale usadil. Podílel se na založení první vojenské nemocnice v Tiflisu, bojoval proti zde rozšířeným nakažlivým nemocem, jako např. mor či cholera. Rovněž položil základy gruzínskému lázeňství. V letech 1843 až 1845 navštívil Gruzii při své cestě Kavkazem český vědec Bedřich Antonín Kolenatý, který se zde věnoval geografickým popisům. Od 70. let 19. století v Tiflisu působil operní pěvěc Josef Navrátil (zde známý pod jménem Josif Ratili). Navrátil zde založil první gruzínský (mužský) pěvecký sbor, po vzoru českého Hlaholu, jehož repertoár byl zaměřen na gruzínské lidové písně, podílel se také na založení gruzínské Národní opery. Sochařská a štukatérská dílna českého rodáka Antonína Nováka se podílela na výzdobě řady významných, mj. secesních, staveb v Tiflisu.
Významný byl též počet českých pedagogů na gruzínských školách. Pedagogicky zde působili mj. violoncellista Jan Burian na Tifliské konzervatoři, gymnaziální profesor Jaroslav Svatoš či gymnasta a tělocvikář Antonín Lukeš. Právě Lukeš se roku 1898 stal hlavním iniciátorem vzniku tifliské župy tělovýchovné jednoty Sokol.

### 20. století

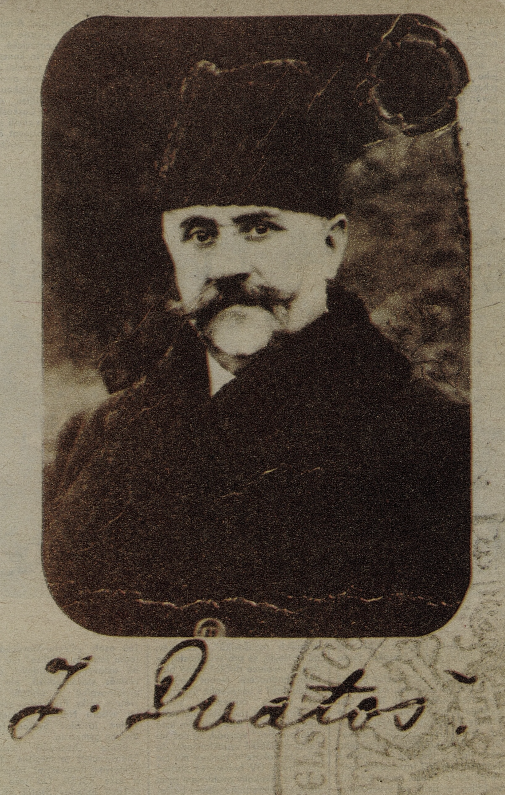
Jaroslav Svatoš (kolem roku 1920)

Po začátku první světové války a následném formování československých legií v Rusku podporovala česká komunita jejich vznik organizačně i finančně. V listopadu 1917 v Rusku proběhl socialistický převrat a země byla následně uvržena do politického a válečného chaosu. Tiflis byl během roku 1918 obsazen vojsky Německého císařství a Osmanské říše, ty následně vytlačil britský expediční sbor. V této době byl v reakci na zprávu o vzniku Československa ustanoven krajanský spolek Česko-Slovácká národní jednota o počtu asi 150 členů, kteří se přihlásili k československému občanství. Předsedou výkonného výboru Národní jednoty byl zvolen Jaroslav Svatoš, autorita organizace ve věci zastoupení Československa byla potvrzena nově vytvořenou Gruzínskou demokratickou republikou. Tento orgán začal urychleně provádět kroky k repatriaci válečných zajatců rakouské armády českého a slovenského původu v ruském zajetí na základě udělení československého občanství, námořní cestou přes Batumi, Cařihrad a Terst. Roku 1920 tuto činnost převzal Československý červený kříž.
V Rusku pak nadále probíhala občanská válka. 25. února 1921 vstoupila do Tiflisu Rudá armáda, Gruzínská demokratická republika byla přeměněna na Gruzínskou SSR, která byla na konci roku 1922 začleněna do nově vzniklého Sovětského svazu. Jaroslav Svatoš navázal kontakt se sovětskými úřady a následně přímo s prezidentem Filippem Macharadzem, aby pro Národní jednotu vymohl stejné pravomoci, jako u předchozí administrativy, s podporou československého ministerstva zahraničních věcí v čele s ministrem Edvardem Benešem. Na základě těchto snah se Jaroslav Svatoš stal placeným zaměstnancem ministerstva zahraničí ČSR, de facto československým konzulem v Gruzii. Velmi aktivně vystupoval ve prospěch rozvoje československo-gruzínského obchodu: dojednal dodávku automobilů značky Praga pro vozový park tifliských lidových komisařů, rozvíjel plány na import kaspické ropy přes Gruzii, Černé moře a po Dunaji do nově plánovaných rafinerií v Bratislavě.
V dalších letech došlo ke zhoršení vztahů mezi Československem a SSSR a do staré vlasti odešla řada zdejší Čechů, zejména obyvatel větších měst nesympatizujících se sovětským režimem, mj. též majitelů podniků, které byly v novém zřízení znárodněny. Politický kontakt mezi zeměmi byl pak zintenzivněn po nastolení komunistického režimu v Československu roku 1948.
K mírnému nárůstu české komunity zde došlo po Sametové revoluci a pádu komunistického režimu v roce 1989 a získání nezávislosti Gruzie po rozpadu SSSR roku 1991. V zemi působí několik českých krajanských spolků.